# Riitta-Liisa Roponen

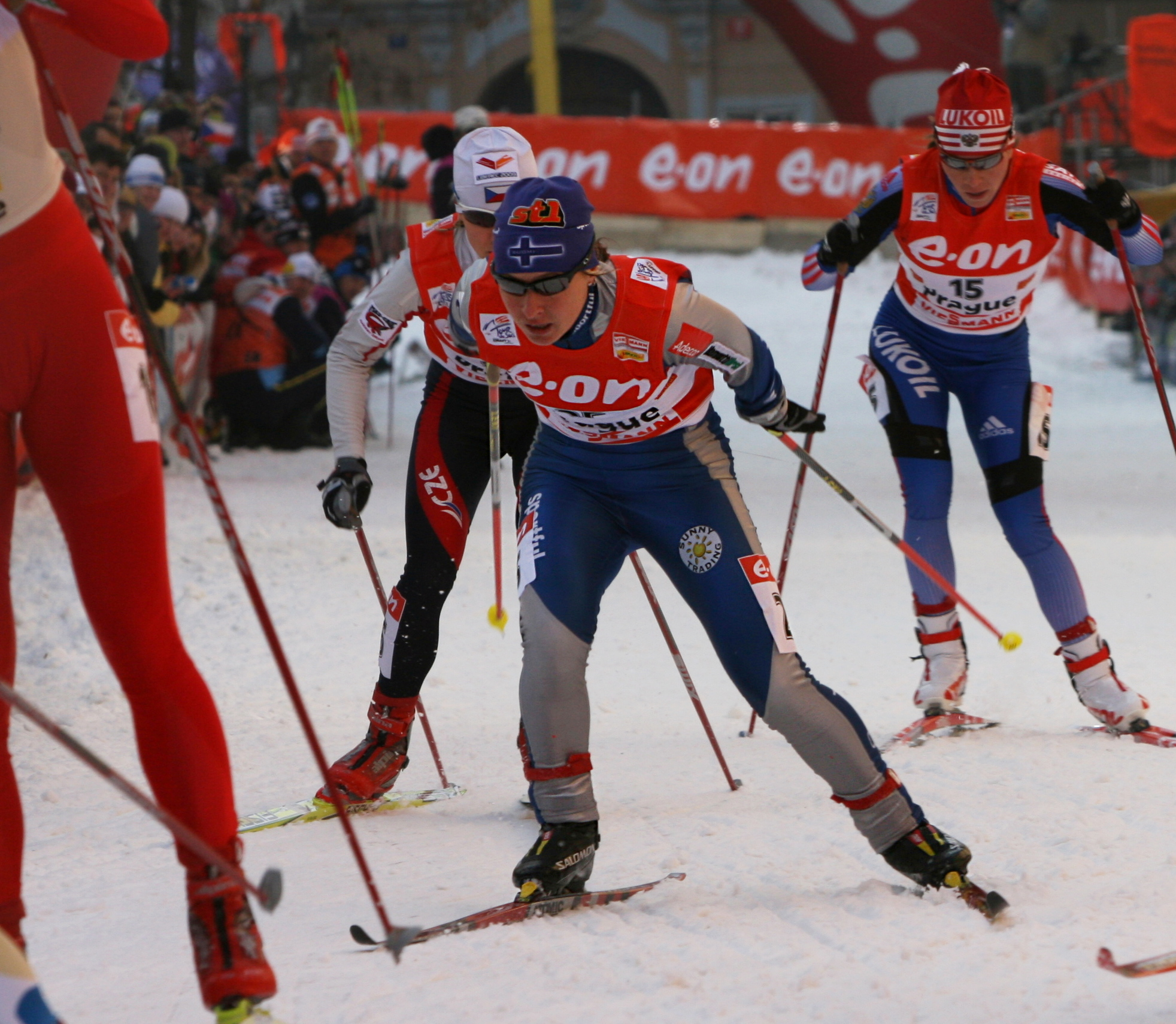
Riitta-Liisa Roponen, Tour de Ski, Prag 2007.

Riitta-Liisa Roponen, född Lassila den 6 maj 1978 i Haukipudas, är en finländsk längdskidåkare och har sina största framgångar i den fria tekniken.  

## Karriär
Roponen tog sin första VM-medalj tillsammans med Pirjo Manninen under VM i Oberstdorf 2005. Två år senare på världsmästerskapen i Sapporo tog hon VM-guld på samma sträcka, denna gång med Virpi Kuitunen. Hon åkte även tredje sträckan, som körs i den fria tekniken, i det finska stafettlaget som tog hem guldet. Roponen åkte samma sträcka i det finska guldlaget 2009 under VM i Liberec. Hon har dessutom fyra mästerskapsbrons i 4 × 5 kilometers stafetten och har alla de gångerna åkt fristil på den tredje sträckan.  
Riitta-Liisa Roponen har deltagit i seniormästerskap sedan Olympiska spelen i Salt Lake City 2002. På OS-nivå är hennes bästa resultat från stafetten i Vancouver 2010 då det finska laget tog hem bronset. Hennes bästa individuella prestation under ett OS är också ifrån Vancouver 2010 då hon slutade på sjätte plats i 10 kilometer fritt. I skiathlon har hon som bäst varit 13e i Turin 2006 och 15e i Vancouver 2010. Hennes bästa individuella resultat på världsmästerskap nådde hon i Sapporo 2007 på skiathlonen då hon kom femma. På Världsmästerskapen i Oberstdorf 2021 slutade Roponen på tionde plats på 10 kilometer fritt och åkte återigen tredje sträckan i stafetten och tog brons. Denna bronsmedalj gör henne till den äldsta genom tiderna att ta en medalj i skidsport, hon var då 42 år, 9 månader och 29 dagar gammal.
Roponen ansågs under många år vara en av de bästa fristilsåkarna. I världscupen har hon lyckats placera sig bland de tre bästa nio gånger, varav två är vinster. Dessa vinster kom på 15 kilometer masstart i fristil i Ryssland 2007 samt i Falun 2009 på 10 kilometer skiathlon. Som bäst har hon varit sexa i den totala världscupen under säsongen 2006–2007. Under säsongen 2009–2010 lyckades hon knipa en femte plats i den totala distanscupen.
På nationell nivå har hon vunnit sammanlagt 21 finska mästerskap, varav 16 är individuella vinster. Den första kom 2002 i S:t Michel i stafetten och den senaste 2021 i Ristijärvi.
I april 2022 meddelade Riitta-Liisa Roponen att hon avslutar sin internationella karriär.